# Tyrannosaur – Eine Liebesgeschichte
Tyrannosaur – Eine Liebesgeschichte (Originaltitel: Tyrannosaur) ist ein englisches Sozialdrama aus dem Jahr 2011 mit Peter Mullan und Olivia Colman in den Hauptrollen. Der Film ist das Langfilmdebüt von Regisseur und Drehbuchautor Paddy Considine und basiert auf dessen Kurzfilm Dog Altogether von 2007.

## Handlung
Der Film erzählt von Joseph, einem gewalttätigen und verwitweten Einzelgänger und ist zudem ein düsteres Porträt einer verwahrlosten englischen Unterschicht. Schwer alkoholisiert flieht Joseph, nachdem er von einer Gang zusammengeschlagen wird, in einen Wohltätigkeitsladen und lernt die religiöse Hannah kennen, die dort ehrenamtlich arbeitet. Hannah ist ein Opfer häuslicher Gewalt, sie wird von ihrem Mann James regelmäßig verprügelt und missbraucht. Es entwickelt sich eine Freundschaft zwischen Joseph und Hannah. Er bittet sie, für einen sterbenden Freund zu beten und lädt sie zu dessen Totenwache ein.
Als Hannah bald darauf von ihrem Mann bewusstlos geschlagen und vergewaltigt wird, sucht sie bei Joseph Zuflucht und zieht bei ihm ein. Joseph geht zu Hannahs Haus, um ihre Sachen zu holen, findet dort allerdings James ermordet im Bett liegen. Hannah tötete ihn, bevor sie zu Joseph floh. Mit ihrer Tat konfrontiert, bricht Hannah zusammen.
Ein Jahr später sitzt Hannah im Gefängnis. Auch Joseph musste einige Zeit absitzen, da er einen Hund tötete, nachdem der ein Nachbarskind angefallen hatte. Joseph geht Hannah im Gefängnis besuchen. Die beiden reichen sich die Hände und lächeln einander an.

## Hintergrund
Der Film wurde 2010 in Leeds gedreht. Die Hauptdarsteller Colman und Mullen waren bereits in Considines Kurzfilm Dog Altogether zu sehen, der die Grundlage für Tyrannosaur bot.
2012 wurde der Film in der DVD-Kollektion Kino kontrovers veröffentlicht.

## Kritiken
Der Film stieß bei Kritikern auf positive Resonanz, so konnte er auf Rotten Tomatoes 84 % der Rezensenten überzeugen. Zusammenfassend heißt es da: „Tyrannosaur ist eine brutale, unverblümte aber äußerst lohnende Geschichte über gewalttätige Männer, die nach weit entfernter Erlösung suchen.“ Auch im Spiegel wurde der Film äußerst positiv als „wundervolle Zumutung“ besprochen, die Zeit sprach von einem „filmischen Meisterwerk, das wehtut“, und die epd Film nannte die Regie „meisterhaft“ und urteilte: „Die Beziehung der sanften, religiösen Hannah und des grobschlächtigen Joseph könnte klischeehaft wirken, bekommt jedoch durch das konzentrierte, intensive Zusammenspiel von Mullan und Olivia Colman (die Entdeckung des Films) eine große Wahrhaftigkeit.“

## Auszeichnungen
Der Film wurde auf dem British Independent Film Award 2011 in den Kategorien Bester britischer Independent Film, beste Regie und beste Hauptdarstellerin ausgezeichnet. Auf dem Sundance Film Festival 2011 gewann er den Preis für die beste Regie und einen Spezialpreis der Jury für die beiden Schauspieler Olivia Colman und Peter Mullan. Auf dem Filmfest München wurde er mit dem CineVision Award ausgezeichnet.